# Tourisme dans le Centre-du-Québec
 (août 2018).
Si vous disposez d'ouvrages ou d'articles de référence ou si vous connaissez des sites web de qualité traitant du thème abordé ici, merci de compléter l'article en donnant les références utiles à sa vérifiabilité et en les liant à la section « Notes et références ».

Logo

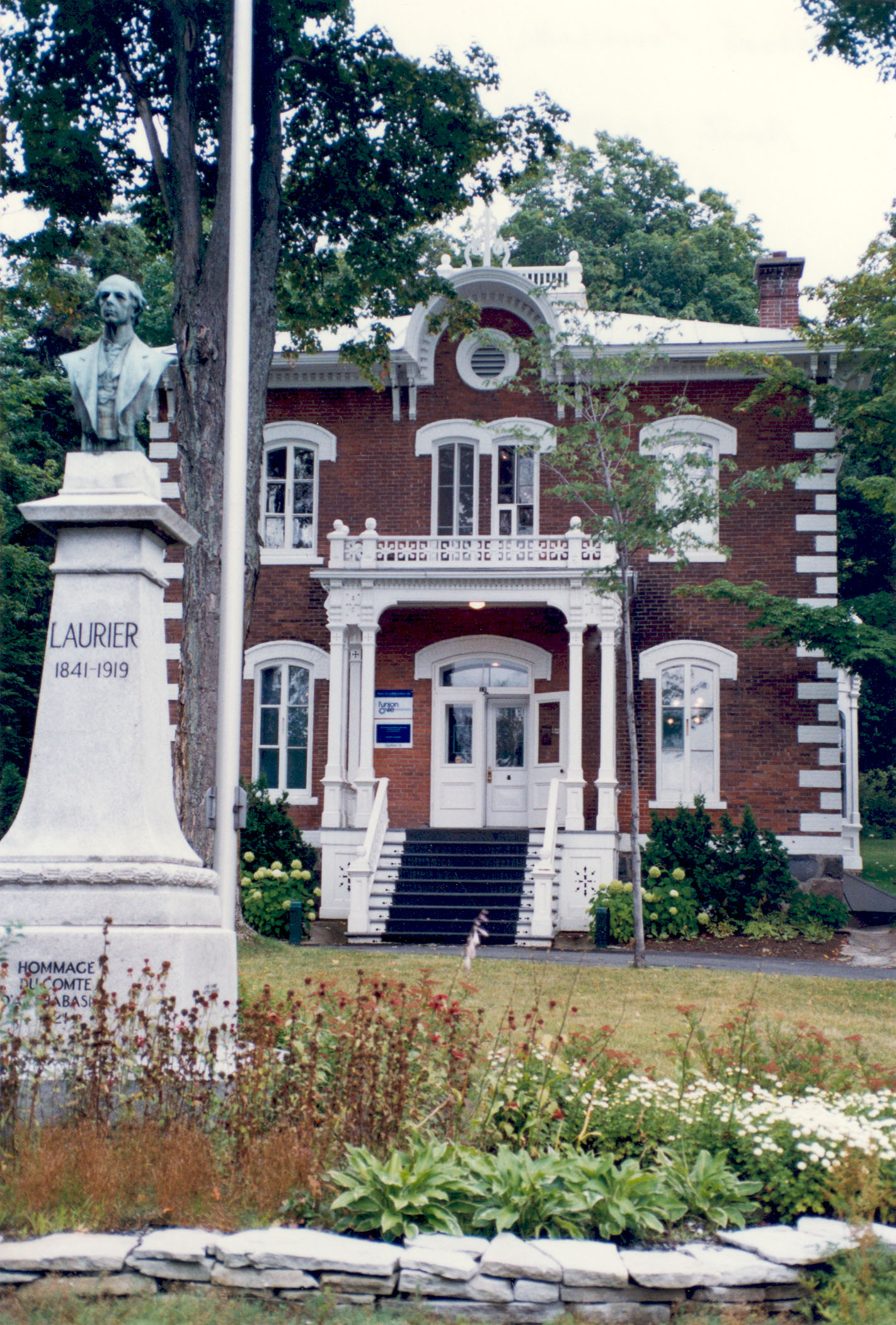
Musée Laurier à Victoriaville.

Le tourisme dans le Centre-du-Québec est une des composantes de l’économie locale de la région administrative du Centre-du-Québec, dans la province de Québec au Canada.
La région reçoit chaque année plus de 900 000 visiteurs originaires du Québec, du reste du Canada, voire du reste du monde. Ces touristes dépensent plus de 204 millions de dollars canadiens par an en produits et services touristiques. Le Centre-du-Québec constitue un endroit apprécié par les petites et moyennes entreprises (PME), actives dans divers secteurs économiques. Depuis le XVIIe siècle, ses habitants exploitent de nombreuses terres fertiles en plus de profiter du potentiel industriel qu'offre la région.

## Situation géographique
La région touristique du Centre-du-Québec se situe entre les villes de Montréal et de Québec et est accessible par les autoroutes 20 et 55. Son territoire est situé dans les plaines du Saint-Laurent et des Appalaches au sud-est.
La région du Centre-du-Québec est une région administrative du Québec, située sur la rive sud du Saint-Laurent. Le Centre-du-Québec est traversé par les rivières Saint-François, Nicolet et Bécancour[réf. nécessaire].
Les principales autoroutes de la région sont les autoroutes 20 et 55, mais on retrouve aussi les 955 et 30. Les autres routes importantes sont les routes 116, 122, 132, 139, 143, 161, 243, 255 et 265.

### Sous-région
La région touristique du Centre-du-Québec est composée de cinq municipalités régionales de comté (MRC) soit : Arthabaska, Bécancour, Drummond, L'Érable et Nicolet-Yamaska, ainsi que de 80 municipalités. Elle est devenue une région administrative indépendante le 30 juillet 1997[réf. nécessaire].

## Histoire du tourisme
Jusque dans les années 1920 exclusif à la haute bourgeoisie, le tourisme fait maintenant partie du quotidien. Dès le 20e siècle, grâce à plusieurs inventions telles le chemin de fer (ayant rendu beaucoup de régions du Québec plus accessibles), les hôtels, motels, pourvoiries et à plusieurs autres facteurs, l’accès au tourisme se démocratise. Durant les années 1920, le gouvernement québécois cherche à développer le tourisme avec en 1926, la publication de la première carte du réseau routier du Québec, une idée du ministre de la Voirie de l’époque, Louis-Alexandre Taschereau. Dès la Seconde Guerre mondiale, le Québec souhaite attirer une clientèle en provenance des États-Unis avec, entre autres, l’ouverture du premier bureau de renseignements touristiques à New York. Au cours des années 1940, le gouvernement entame une démarche de promotion des lieux touristiques et implante des kiosques d’information à plusieurs endroits stratégiques de la province. L’Expo 67 propulse Montréal et le Québec sur la carte du monde pour ce qui est des destinations touristiques majeures. Les touristes viennent désormais du Québec, des États-Unis ou même d’Europe. Dans les décennies suivantes, la popularité du Québec et de ses régions touristiques croît. De plus en plus d’associations naissent (par exemple l’association des hôteliers de la province de Québec, ou AHPQ) pour mener à terme des projets communs[réf. nécessaire]:
- Association des hôteliers de la province de Québec (AHPQ)
- Association des restaurateurs de Québec
- Association des terrains de camping du Québec
- Association des stations de ski du Québec
- Fédération des pourvoyeurs du Québec
- Association des agents de voyage du Québec (ACTA-Québec)
- Association des bureaux de congrès du Québec (ABCQ)
- Association des propriétaires d’autobus du Québec (APAQ)
- Association Maritime du Québec (AMQ)
- Association des Vignerons du Québec

## Points d’intérêt touristique
La région propose aux visiteurs cinq circuits pour visiter le Centre-du-Québec et maximiser le temps passé dans cette région. Voici les cinq circuits touristiques ainsi que quelques-uns des attraits proposés aux touristes.

### La Route des Clochers
Ce circuit s'étale sur 150 kilomètres et parcourt la MRC de Bécancour. Il est destiné aux personnes désirant faire du tourisme religieux et de visiter l'architecture des monuments.
- Église de Saint-Grégoire: L’église porte le nom d’un pape important, celle-ci a été érigée par les disciples de Louis-Amable Quévillon, architecte-sculpteur et menuisier habile qui travaillait de 1790 jusqu’à 1850.
- Église de Sainte-Angèle: L'église fut bâtie en 1870. Cette église abrite trois cloches. Les fenêtres en verre représentent des tableaux et datent de 1894.
- Église de Précieux-Sang
- Église de Saint-Sylvère: L'église a été construite par Louis Caron Junior, venant de Nicolet. L'église possède un orgue de la Maison Casavant.
- Église de Saint-Pierre-les-Becquets: L'église fut construite en 1838. Le stationnement tombe sur une vue splendide du fleuve Saint-Laurent. Son clocher est le plus ancien de toute la Mauricie.
- Église de Fortierville: Cette église a été construite en 1884. Elle a été construite par les architectes David Ouellet et Bussières de Québec
- Petite chapelle Sainte-Thérèse de Wôlinak: L'architecture est inspirée de la chapelle de Tadoussac. Quelques artéfacts Abénaquis décorent l’intérieur de cette église.

### Circuit ornithologique du Centre-du-Québec
Le Centre-du-Québec comporte plusieurs sites d'observation. On compte plus de 291 espèces d'oiseaux. Les ornithologues de partout dans le monde viennent au Centre-du-Québec pour y voir et comprendre l'habitat des oiseaux. Le site se trouve être la halte migratoire printanière de la sauvagine de l'est du Canada. L'endroit permet l'observation des oiseaux aquatiques[réf. nécessaire].

### Circuit de découverte des chemins Craig et Gosford
Les premiers chemins qui ont colonisé la région. Les routes 216 et 269 guident les visiteurs dans les contreforts des Appalaches[réf. nécessaire].

### Drummondville spectacles, légendes et traditions (Drummondville)
- Le Village québécois d’antan (Drummondville)[1]
- Le musée populaire de photographie (Drummondville)[2]
- Le Mondial des Cultures (Drummondville)[3]
- Le moulin à laine d’Ulverton (Ulverton)[4]
- Galerie d’arts Desjardins (Drummondville)[5]
- La bibliothèque publique de Drummondville (Drummondville)

### Sur le chemin des Bois-Francs (Arthabaska)
Dans la région des Bois-Francs, il est possible de visiter des fermes laitières de l'époque victorienne.
- Parc Marie-Victorin[6]
- Cascades (visite industrielle)[7]
- Musée Laurier[8]

Ce musée regroupe la Maison historique de Wilfrid Laurier, où il est possible de voir une exposition permanente sur la vie des Laurier et des expositions à caractère politique et historique au premier étage. Le deuxième musée est l’Hôtel des Postes, qui présente quant à lui des expositions représentant la poste en ce temps et des expositions temporaires pour mettre en valeur les beaux-arts.
- Pavillon Arthabaska[9]

### La route des Érables (L’Érable)
Cette région se nomme ainsi car Plessisville est la Capitale mondiale de l’érable[réf. nécessaire].
- Circuit de découverte Chemins Craig et Gosford[10]

Les chemins Craig et Gosford ont été les premiers chemins, qui ont colonisé la région au XIXe siècle. Il est possible de découvrir l’histoire des municipalités d’Inverness, Saint-Pierre-Baptiste, Saint-Ferdinand ainsi que plusieurs autres. Il suffit de suivre les diligences pour en découvrir un peu plus sur l’histoire et le patrimoine de cette région.
- Musée du Bronze d’Inverness[11]
- Fort Inverness[12]
- Festival de l’érable de Plessisville[13]
- Centre aquatique du Lac Mirage[14]

### Rives du Saint-Laurent (Bécancour)
- Moulin Michel de Gentilly[15]
- Parc régional de la Rivière-Gentilly[16]
- Centre de la Biodiversité du Québec[17]
- La Route des clochers de la MRC de Bécancour[18]
- Cap-Charles, Centre de la Navigation[19]

### Au pays de l’Oie blanche (Nicolet-Yamaska)
- Musée des cultures du monde (Nicolet)[20]
- Maison Rodolphe-Duguay (Nicolet)[21]
- Parc écologique de l’anse du Port (Nicolet)[22]
- Centre d’interprétation de Baie-du-Febvre (Baie-du-Febvre)[23]
- Musée des Abénakis (Odanak)[24], musée autochtone au Québec.

## Agrotourisme
Au Centre-du-Québec, l’agrotourisme est assez important. Il y a différentes érablières ou quelques vignobles où l’on peut visiter les plantations. De plus, il est possible d’aller visiter des vergers dans toute la région. Certaines fermes proposent des visites guidées thématiques[réf. nécessaire].

### Musées et jardins
La région comporte de nombreux centres d’interprétation, musées, attractions, jardins ouverts à la visite:
- Centre d'interprétation de la canneberge (Saint-Louis-de-Blandford)
- Centre d'interprétation de Baie-du-Febvre (Baie-du-Febvre)
- Village québécois d'antan (Drummondville)
- Maison Wilfrid-Laurier (Victoriaville)
- Maison Rodolphe-Duguay (Nicolet)
- Musée des Abénakis (Odanak)
- Centre de la biodiversité du Québec (Bécancour)
- Économusée de la Maroquinerie – Cuir Rochefort (Victoriaville)
- Moulin à laine d’Ulverton (Ulverton)
- Moulin Michel de Gentilly (Bécancour)
- Musée de l’hôtel des postes (Victoriaville)
- Musée de la matchitechture (Saint-Fortunat)
- Musée du bronze d’Inverness (Inverness)
- Musée des religions du monde (Nicolet)
- Domaine Joly-De Lotbinière (Sainte-Croix-de-Lotbinière)
- Jardin des sculptures de Bécancour (Bécancour)
- La grande tourbière de Villeroy (Villeroy)
- Jardins de cristal (Sainte-Eulalie)
- Parc Marie-Victorin (Kingsey Falls)
- Rose Drummond (Drummondville)

### Événements
Le Centre-du-Québec est une région comptant des événements et activités répartis tout au long de l’année. Drummondville et Victoriaville étant deux des villes les plus peuplées de la région, elles offrent à elles seules une grande partie de ces événements et festivals. On peut citer le Mondial des cultures, le festival de la poutine et le symposium des arts de Drummondville à Drummondville et le festival du blues, l’exposition agricole de Victoriaville et le festival des fromages fins à Victoriaville. Cependant, d'autres petites municipalités hébergent des événements, comme Sainte-Perpétue qui accueille un des plus gros festivals aux Québec, le festival du Cochon. Il existe aussi de plus petits événements, avec beaucoup moins de budget, par exemple le festival country de Durham-Sud ou encore le rendez-vous des véhicules verts au parc Marie-Victorin à Kingsey Falls (parc qui accueille plusieurs autres événements).

## Transport et accessibilité
Le Centre-du-Québec dispose d'une infrastructure de transports complète. La route des antiquaires, le long de l’autoroute 20, compte plusieurs petites entreprises œuvrant dans l’achat et la vente d’antiquités.

### Itinéraires cyclables
Le vélo est omniprésent et les routes et pistes cyclables en témoignent. Voici les 3 principales :
- Circuit des traditions
- Parc linéaire des Bois-Francs
- La route verte

### Accès à la région
Il y a plusieurs façons de se rendre dans la région. Les routes les plus empruntées sont les autoroutes (l’autoroute 20 pour les gens arrivant de l’est ou de l’ouest, et l’autoroute 55 pour ceux arrivant du nord ou du sud). Les routes secondaires, telles les routes 116 et 132 desservent également la région. Des services d'autocars existent également (par exemple les autobus Orléans Express et les autocars La Québécoise) ainsi qu'une ligne de train (une gare est située à Drummondville). Il y a également des centaines de kilomètres de pistes cyclables (dont une grande partie fait partie de la route verte) et plusieurs sentiers aménagés pour les véhicules tout-terrains (ou pour les motoneiges en hiver).

## Infrastructures d’accueil touristique et principaux marchés touristique

### Infrastructures
La région compte plusieurs bureaux d’information touristique pour renseigner les visiteurs.

### Tourisme d’affaires
Dans la région, on répertorie environ 140 salles multifonctionnelles qui peuvent accueillir de 2 à 1300 personnes.

### Bureaux d'information touristiques ouverts à l'année
- Bureau d'information touristique de la MRC de Bécancour
- Office de tourisme de Nicolet-Yamaska
- Office de Tourisme de Drummondville

### Bureaux d'information touristiques saisonniers (ouvert en période estivale uniquement)
- Bureau d'information touristique de Plessisville (Carrefour de l'Érable)
- Vélogare de Victoriaville
- Bureau d'accueil touristique de Ham-Nord

## Lauréats régionaux Grand Prix du tourisme Québécois 2012
- Prix Agrotourisme et produits régionaux
- Prix Attractions touristiques : Moins de 25 000 visiteurs
- Prix Attractions touristiques : 100 000 visiteurs ou plus
- Prix Festivals et événements touristiques : Budget d'exploitation de moins de 300 000
- Prix Festivals et événements touristiques : Budget d'exploitation de 300 000 $ ou à 1M$
- Prix Festivals et événements touristiques : Budget d’exploitation 300 000 $ à 1M$
- Prix Hébergement de 40 à 199 unités
- Services touristiques
- Sites et destinations de plein air, de sport et de loisir

## Économie touristique (Volume de touristes, nuitées et dépenses)
| Année | Volume  | Nuitées   | Dépenses    | Durée moyenne de séjour (Nuitées) | Dépenses moyennes par séjour ($) | Dépenses moyennes par nuitée ($) |
| --- | ------- | --------- | ----------- | --------------------------------- | -------------------------------- | -------------------------------- |
| 2006 | 966 000 | 2 233 000 | 95 000 000  | 2,3                               | 98                               | 43                               |
| 2007 | 906 000 | 1 869 000 | 86 000 000  | 2,1                               | 95                               | 46                               |
| 2008 | 918 000 | 1 840 000 | 84 000 000  | 2,0                               | 92                               | 46                               |
| 2009 | 810 000 | 1 613 000 | 138 000 000 | 2,0                               | 170                              | 86                               |
| 2010 | 906 000 | 2 104 000 | 204 000 000 | 2,3                               | 225                              | 97                               |
| Tourisme Québec précise que ce sont des données fournies à titre indicatif et qu'il faut les utiliser avec réserve. |         |           |             |                                   |                                  |                                  |

Étant une région dite touristique, voici en chiffres le nombre et le pourcentage de visiteurs venant d’ici et d’ailleurs vivre et revivre des belles expériences à l’intérieur de notre territoire, et en complément, quelques statistiques sur les visites touristiques au Centre-du-Québec.

### Volume touristique en 2010 au Centre-du-Québec
- Touristes en provenance du Québec : 851 000 (4 %)
- Touristes en provenance des autres provinces canadiennes : 22 000 (0,6 %)
- Touristes en provenance des États-Unis : 23 000 (1,1 %)
- Touristes en provenance d’autres pays : 10 000 (0,6 %)
- Ce qui fait au total 906 000 touristes et 3,1 % en termes de volume.

### Les nuitées des touristes en 2010 au Centre-du-Québec
- Touristes en provenance du Québec : 1 936 000 (3,8 %)
- Touristes en provenance des autres provinces canadiennes : 59 000 (0,5 %)
- Touristes en provenance des États-Unis : 30 000 (0,5 %)
- Touristes en provenance d’autres pays :  79 000 (0,6 %)
- Ce qui fait au total 2 104 000 touristes et 2,6 % du volume.

### Les dépenses des touristes en 2010 au Centre-du-Québec
- Dépenses des gens du Québec : 193 000 000 (5,3 %)
- Dépenses des gens des autres provinces canadienne : 3 000 000 (0,2 %)
- Dépenses des gens des États-Unis : 3 000 000 (0,3 %)
- Dépenses des gens des autres pays : 6 000 000 (0,5 %)
- Ce qui fait au total 204 000 000 pour un volume de 2,9 %.

## Perspective
En se fiant aux statistiques précédentes, il est facile de remarquer que le pourcentage de touristes (particulièrement de l’extérieur du Québec) venant visiter la région est très faible.